# Campo Real (Zaragoza)
Campo Real (Campo Reyal en aragonés) es un pueblo de colonización aragonés creado por el Instituto Nacional de Colonización español entre 1959 (año en el que los terrenos adjudicados empezaron a ser trabajados) y 1963 (año en que se entregaron las viviendas). Se trata de una de las cinco entidades singulares que conforman Sos del Rey Católico (junto con Barués, Mamillas y Sofuentes), ubicada en la comarca de las Cinco Villas, en la provincia de Zaragoza, dentro del partido judicial de Ejea de los Caballeros.

## Geografía
Incluida dentro de la Valdonsella, en una llanura regada por el río Onsella, está situada a una distancia de 120 km de la capital autonómica, Zaragoza, a una distancia de 8 km de Sos del Rey Católico, dentro de su término municipal, en la parte más septentrional que limita con la Comunidad Foral de Navarra.</ref> De hecho, se encuentra a unos 5-6 km de Sangüesa por la carretera A-127 luego continuada como NA-127. La cabecera del partido judicial, Ejea de los Caballeros, se encuentra a 60 km de distancia.
Campo Real, con 5 habitantes, es una localidad eminemente agrícola donde abundan los cultivos de trigo, cebada, maíz, colza y girasol, principalmente. Existe una proporción de una cosechadora por habitante, lo que da una idea de la importancia del sector primario en el área.

## Topónimo
Para Marcelino Cortés Valenciano, es un topónimo que destaca por su importancia histórica y por la singular expresión, Campo Real, que remarca la propiedad real.
El nombre deriva de un antiguo asentamiento medieval de la zona, que fue propiedad regia y generó microtopónimos locales en Sos.

## Historia
Aunque está a la espera de investigaciones más detalladas, se emplaza en esta zona el denominando yacimiento arqueológico de Campo Real/Fillera que abarcaría zonas de ambos municipio limítrofes: Sos del Rey Católico y Sangüesa. El territorio habría estado atravesado por la vía romana que comunicaba Pompaelo con Cesaraugusta. Por estudios preliminares, se considera que en el lugar debió estar el principal núcleo de la Valdonsella bajo dominio romano, quizá una ciudad romana entre la época de Augusto y la tardoantigüedad, a tenor de los hallazgos arqueológicos encontrados en su entorno. Debió existir en el lugar una gran villa señorial bajo dominio de familia romana notable. No es raro encontrar vestigios de esta etapa histórica en las casas de Sos (capiteles, cipos de piedra o estelas sepulcrales.
El área, históricamente a caballo entre el Reino de Aragón y el Reino de Navarra, ha sido objeto de ocupación y sobre ella se levantó la villa del Real actualmente desaparecida.
Ya en la segunda mitad del siglo XX, con la creación  del Canal de las Bardenas que regaba amplias zonas del municipio de Sos se levantó el actual núcleo de Campo Real. Proyectado por Antonio Barbany Bailo en 1959, fue construido por él mismo junto a José Borobio Ojeda. Era el más pequeño de los diez pueblos de colonización levantados en estas fechas en la comarca de las Cinco Villas. Los otros nueve localidades eran: Alera (Sádaba), Pinsoro, El Bayo, Bardenas, Valareña, Santa Anastasia (todos en Ejea de los Caballeros), Sancho Abarca y Santa Engracia (Tauste).

## Arte y cultura
La Iglesia parroquial de San José Obrero de Campo Real es un templo moderno dedicado a San José Obrero y levantado a mitades del siglo XX. Forma parte del Arciprestazgo de Erla-Uncastillo dentro de la diócesis de Jaca.
La planta de la iglesia está trazada por dos trapecios superpuestos actuando el superior a modo de ábside. A este segundo trapecio se le añade otro elemento más bajo con la sacristía. A la izquierda de la fachada se añade un baptisterio de forma semicircular y a la derecha de la fachada, a unos metros y exenta, se levanta la torre del campanario, de 15 m de altura, con una planta de cruz griega y realizada en hormigón armado sobre un zócalo de piedra de la Bardena. En la parte final se abren espacios rectangulares para albergar las campanas.
Las fiestas patronales se celebran el 1 de mayo, festividad de San José Obrero, y su acto central es el aperitivo que se celebra en la puerta de la iglesia.
Uno de los entrenimientos principales, sobre todo en la época estival, es ir paseando hasta el cruce de la carretera general.